# Hapona otagoa
Hapona otagoa là một loài nhện trong họ Toxopidae.
Loài này thuộc chi Hapona. Hapona otagoa được miêu tả năm 1964 bởi Raymond Robert Forster.